# Cnaphalocrocis rectistrigosa
Cnaphalocrocis rectistrigosa là một loài bướm đêm trong họ Crambidae.